# إيفر هولتر
إيفر هولتر (بالنرويجية البوكمول: Iver Holter)‏ هو موزع وملحن نرويجي، ولد في 13 ديسمبر 1850 في Gausdal ‏ في النرويج، وتوفي في 27 يناير 1941 في أوسلو في النرويج.

## وصلات خارجية
- إيفر هولتر على موقع ميوزك برينز (الإنجليزية)
- إيفر هولتر على موقع ديسكوغز (الإنجليزية)